# Склерофітні чагарники Сан-Лукаса
Склерофітні чагарники Сан-Лукаса (ідентифікатор WWF: NT0314) — неотропічний екорегіон пустель і склерофітних чагарників, розташований на півдні Каліфорнійського півострова на північному заході Мексики.

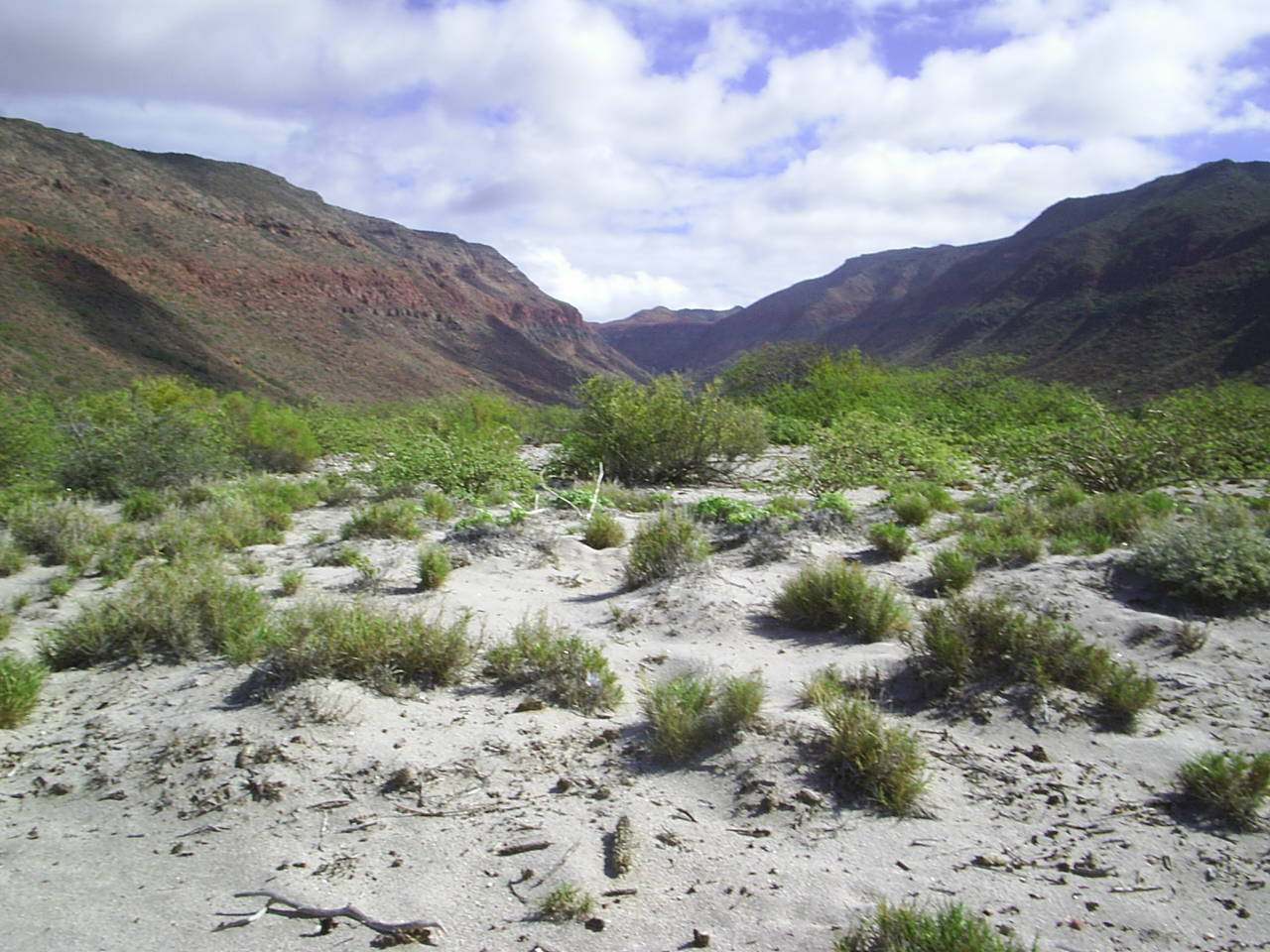
Ландшафт острова Еспіриту-Санто

## Географія
Екорегіон склерофітних чагарників Сан-Лукаса охоплює найпівденнішу частину Каліфорнійського півострова, розташовану в штаті Південна Нижня Каліфорнія. Ця територія виникла в міоцені як ізольована ділянка суходолу і лише пізніше приєдналася до півострова, тому флора регіону досі зберігає "острівний" характер. Регіон включає гранітні гори, долини, каньйони та плато, що оточують гірський масив Сьєрра-де-ла-Лагуна. Крім того, до нього входять деякі острови, розташовані на південному заході Каліфорнійської затоки, зокрема острів Жака Кусто, також відомий як Серральво, острів Еспіриту-Санто та острів Партіда.
В горах Сьєрра-де-ла-Лагуна на висоті понад 250 м над рівнем моря екорегіон переходить у сухі ліси Сьєрра-де-ла-Лагуни. Із заходу, сходу та півдня регіон омивається водами Тихого океану, а на півночі він переходить у склерофітні чагарники Каліфорнійської затоки.
На південному краю Каліфорнійського півострова розташовані міста Кабо-Сан-Лукас та Сан-Хосе-дель-Кабо, а на північній окраїні екорегіону — місто Ла-Пас, столиця та найбільше місто Південної Нижньої Каліфорнії.

## Клімат
В межах екорегіону домінує спекотний та сухий пустельний клімат (BWh за класифікацією кліматів Кеппена). Середньорічна кількість опадів тут становить близько 400 мм, більшість з яких випадають з серпня по жовтень.

## Флора
Рослинний покрив екорегіону представлений склерофітними чагарниками. Серед поширених в регіоні невисоких дерев слід відзначити дрібнолисту бурзеру (Bursera microphylla) та розлоге кебрачо (Lysiloma divaricatum), серед кактусів — звичайну чоллу (Cylindropuntia cholla), солодку пітаю (Stenocereus thurberi) та різні види ферокактусів (Ferocactus spp.), а серед трав'янистих рослин — мала-мухер (Cnidoscolus angustidens), гірський подорожник (Plantago linearis), шорстку граму (Bouteloua hirsuta) та блакитну комеліну (Commelina coelestis). По всьому регіону зустрічаються юки (Yucca spp.) та різноманітні сукуленти. У передгір'ях Сьєрра-де-ла-Лагуни трапляються види, характерні для сухих лісів.
Поблизу Сан-Хосе-дель-Кабо розташована оаза Сан-Хосе, яка живиться підземними водами та пересихаючою річкою Сан-Хосе. У цій оазі розташовані затоплювані савани та інші водно-болотні угіддя, на яких переважають мексиканські віялові пальми (Washingtonia robusta). Також тут зустрічаються сан-хосейські пальми (Brahea brandegeei), тополі Бренджі (Populus brandegeei var glabra), пізні черемхи (Prunus serotina), падуби Бренджі (Ilex brandegeeana), каліфорнійські тойони (Heteromeles arbutifolia) та арройські верби (Salix lasiolepis).

## Фауна
Серед поширених в екорегіоні ссавців слід відзначити півострівного чорнохвостого оленя (Odocoileus hemionus peninsulae), північноамериканську пуму (Puma concolor couguar), руду рись (Lynx rufus), койота (Canis latrans), сіру лисицю (Urocyon cinereoargenteus), довговуху лисицю (Vulpes macrotis), американського борсука (Taxidea taxus), західного плямистого скунса (Spilogale gracilis), північноамериканську котофредку (Bassariscus astutus) та звичайного ракуна (Procyon lotor). 
Серед дрібних ссавців, поширених в регіоні, слід відзначити великовухого зайця (Lepus californicus), пустельного кролика (Sylvilagus audubonii), каліфорнійського кролика (Sylvilagus bachmani), білохвостого піщаного ховраха (Ammospermophilus leucurus), кенгурового стрибуна Мерріама (Dipodomys merriami), оленячу мишу Гамбела (Peromyscus gambelii), лісового хом'яка Браянта (Neotoma bryanti), колючу торбомишу (Chaetodipus spinatus), пустельну мишу Єви (Peromyscus eva), кактусову мишу (Peromyscus eremicus), пустельну сіру бурозубку (Notiosorex crawfordi), а також мексиканських довгоносів (Choeronycteris mexicana) та малих довгоносів (Leptonycteris yerbabuenae), які є важливими запилювачами деяких пустельних рослин.
Ендеміками екорегіону є чорно-бурі зайці (Lepus insularis) і еспіриту-сантійські піщані ховрахи (Ammospermophilus insularis), поширені на острові Еспіриту-Санту, та нижньокаліфорнійські рисові хом'яки (Oryzomys peninsulae), що живуть у водно-болотних угіддях Сан-Хосе, а майже ендемічними його представниками — торбомиші Далквеста (Chaetodipus dalquesti) та півострівні нічниці (Myotis peninsularis). 
Серед поширених в екорегіоні птахів слід відзначити каліфорнійську перепелицю (Callipepla californica), строкатоголового талпакоті (Columbina passerina), пустельного канюка (Parabuteo unicinctus), сапсана (Falco peregrinus), американського сича (Athene cunicularia), мексиканського сичика-ельфа (Micrathene whitneyi), каліфорнійську таязуру-подорожника (Geococcyx californianus), чорнощокого пораке (Phalaenoptilus nuttallii), білогорлого серпокрильця (Aeronautes saxatalis), аметистовоголову каліпту (Calypte costae), каліфорнійську гілу (Melanerpes uropygialis), техаського дятла (Dryobates scalaris), каліфорнійського декола (Colaptes chrysoides), каліфорнійську сойку (Aphelocoma californica), чорного феба (Sayornis nigricans), світлочеревого копетона (Myiarchus cinerascens), американського сорокопуда (Lanius ludovicianus), американського ремеза (Auriparus flaviceps), каліфорнійського тауї (Melozone crissalis), чорногорлу вівсянку-пустельницю (Amphispiza bilineata), каліфорнійську комароловку (Polioptila californica), червоногорлого кардинала (Cardinalis sinuatus), чорного чубака (Phainopepla nitens), маскового трупіала (Icterus cucullatus), пальмового трупіала (Icterus parisorum), кактусового різжака (Campylorhynchus brunneicapillus) та скельного орішця (Salpinctes obsoletus). Майже ендемічними представниками регіону є чорнолобі колібрі-сапфіри (Basilinna xantusii), золотисті жовтогорлики (Geothlypis beldingi) та сірі тремблери (Toxostoma cinereum).
Герпетофауна екорегіону включає червоноплямисту жабу (Anaxyrus punctatus), нижньокаліфорнійську райку (Pseudacris hypochondriaca), чорночереву червоновуху черепаху (Trachemys nebulosa) та нижньокаліфорнійську шипохвосту ігуану (Ctenosaura hemilopha). Ендеміками регіону є сан-луканські гекони (Phyllodactylus unctus), еспіриту-сантійські батогохвости (Aspidoscelis espiritensis), серральвські батогохвости (Aspidoscelis ceralbensis), серральвські змії (Sonora savagei) та нижньокаліфорнійські полози-батоги (Masticophis barbouri).
Історично крайній південь Каліфорнійського півострова виступав рефугіумом для багатьох видів, які мігрували сюди з інших регіонів, що зазнавали тривалих геологічних та кліматичних змін. Ізоляція екорегіону призвела до високого ендемізму його флори і фауни. Понад 10 % рослин і тварин, поширених в регіоні, є ендеміками. 31 із 48 видів плазунів, поширених на крайньому півдні Каліфорнійського півострова, зустрічаються у склерофітних чагарниках. Також в цьому екорегіоні зустрічається близько третини видів павуків та колембол, зареєстрованих на півдні Південної Нижньої Каліфорнії.

## Збереження
Оцінка 2017 року показала, що 568 км², або 15 % екорегіону, є заповідними територіями. Природоохоронні території включають: Біосферний заповідник Сьєрра-де-ла-Лагуна, який охороняє частину екорегіону, розташовану на схід від Тодос-Сантоса, Заповідну зону островів Каліфорнійської затоки, яка включає острови Серральво, Еспіриту-Санту та Партіда, Заповідник флори і фауни Баландра, який охороняє узбережжя Каліфорнійської затоки на північ від Ла-Паса, та Національний парк Кабо-Пульмо, який охороняє частину східного узбережжя екорегіону та сусідні морські рифи. Оаза Сан-Хосе, розташована на північ від міста Сан-Хосе-дель-Кабо, визнана Рамсарським водно-болотним угіддям міжнародного значення. У 2005 році острови та природоохоронні території Каліфорнійської затоки були внесені до списку Світової спадщини ЮНЕСКО.